# فابیانا لوپرینی
فابیانا لوپرینی (Giro del Trentino Alto Adige-Südtirol؛ زادهٔ ۱۴ ژانویهٔ ۱۹۷۴) دوچرخه‌سوار اهل ایتالیا است.